# 井崎脩五郎のニッポン競馬史
井崎脩五郎のニッポン競馬史（いさきしゅうごろうのニッポンけいばし）は、2010年1月から2013年12月までグリーンチャンネルで放送されていた競馬歴史番組である。

## 概要
放送開始から1年間は馬券、決勝写真などの歴史についてJRAの元職員らのインタビューも交えて放送していたが、その中で話されていた井崎自身のエピソードが好評であったため、2011年からは井崎がホースニュース・馬社に入社する1970年から1年ずつ彼の歴史を振り返る構成であった。
収録場所も当初はグリーンチャンネルのスタジオやGate J.が使用されていたが2011年以降は井崎の行きつけの店となっている東京都北区のうなぎ屋「一富士」で行われた。

## 放送時間
初回放送
- 毎月第1日曜日 22:30 - 23:00

再放送
- 月曜日 16:00 - 16:30
- 木曜日 21:00 - 21:30（『iちゃんねる』が休止中の場合）
- 日曜日 22:30 - 23:00

## 井崎脩五郎のニッポン競馬史
2010年1月10日から12月5日まで放送（全15回）。
| #  | サブタイトル                                   | 初回放送日 |
| -- | ---------------------------------------------- | ---------- |
| 1  | スタートの歴史                                 | 1月10日    |
| 2  | ダート競馬の歴史                               | 2月7日     |
| 3  | オッズ発表サービス                             | 3月7日     |
| 4  | 人気種牡馬の変遷                               | 4月4日     |
| 5  | クラシック出走権の変遷                         | 5月2日     |
| 6  | シード権をしってますか？（単枠指定制度の歴史） | 6月6日     |
| 7  | 馬券のバリエーション                           | 7月4日     |
| 8  | マークカードの登場                             | 7月18日    |
| 9  | 調教コース～坂路の登場～                       | 8月1日     |
| 10 | 飼料の今昔                                     | 8月15日    |
| 11 | サラブレッドセールの変遷                       | 9月5日     |
| 12 | 抽選馬制度                                     | 9月19日    |
| 13 | ジャパンCの足跡【前編】                        | 10月3日    |
| 14 | ジャパンCの足跡【後編】                        | 11月7日    |
| 15 | 着順判定の歴史                                 | 12月5日    |

## 井崎脩五郎の続・ニッポン競馬史
2017年7月5日 21:00 - 22:00を初回生放送として、単発番組「水曜馬スペ!」でレギュラー放送終了から約3年半ぶりに『井崎修五郎の続・ニッポン競馬史〜再び帰ってまいりました〜』が放送された。新シリーズはグリーンチャンネルウェブで過去の放送分を含め視聴することができる。
| #  | サブタイトル                                   | 初回放送時期 |
| -- | ---------------------------------------------- | ------------ |
| 1  | 再び帰ってまいりました                         | 2017年       |
| 2  | 平成ケイバ見聞録                               | 2018年       |
| 3  | 令和も淑子と脩五郎                             | 2020年       |
| 4  | こんな時に神様がいてくれたらなぁ               | 2021年       |
| 5  | すごい牝馬がいたもんだ〜エアグルーヴ編〜       | 2021年       |
| 6  | すごい牝馬がいたもんだ〜ヒシアマゾン編〜       | 2021年       |
| 7  | すごい牝馬がいたもんだ〜イクノディクタス編〜   | 2022年       |
| 8  | 皇帝 シンボリルドルフを語ろう                  | 2023年       |
| 9  | 安田伊左衛門さんと安田記念を制した名牝たち     | 2023年       |
| 10 | すごい牝馬がいたもんだ〜メジロラモーヌ編〜     | 2024年       |
| 11 | すごい牝馬がいたもんだ〜スイープトウショウ編〜 | 2024年       |
| 12 |                                                | 2025年       |
| 13 | すごい牝馬がいたもんだ〜クリフジ編〜           | 2025年       |

### 主なコーナー
- テーマ特集（上記参照）
- 脩五郎の黒革の手帳（特集した馬の活躍したシーズンを中心にした取材メモを公開するもの）
- 麗しのオオアナ（直近の大万馬券についての回顧）

## 出演
- 井崎脩五郎
- 鈴木淑子